# Epàrits
Els epàrits (grec antic: ἐπάριτοι) eren un cos de tropes elegides creat per la defensa de les ciutats d'Arcàdia quan es van unir com un estat. Es va formar després de la victòria sobre els espartans a la batalla de Leuctra.
El formava un contingent de 5.000 homes, que rebien la paga de l'estat, segons diu Xenofont, que no explica l'origen del nom, encara que probablement era un mot arcadi.